# 夏之栩

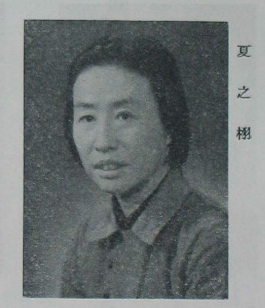

夏之栩（1906年—1987年），曾名夏子胥，祖籍江苏常州，生于浙江省海宁县，中华人民共和国政治人物。赵世炎之妻。
早年进入湖北女子师范学校，后参加学生运动，此后两次被捕，均由中共地下党营救获释。1937年，担任中共中央长江局组织部交通组、救济工作组负责人。1941年，任中共中央社会部干部处处长。第二次国共内战期间，担任中共中央直属机关委员会副书记。1948年，任中共郑州市委副书记。1960年，担任中华人民共和国第一轻工业部副部长。1970年，改任中华人民共和国轻工业部副部长。